# Karl Krepp

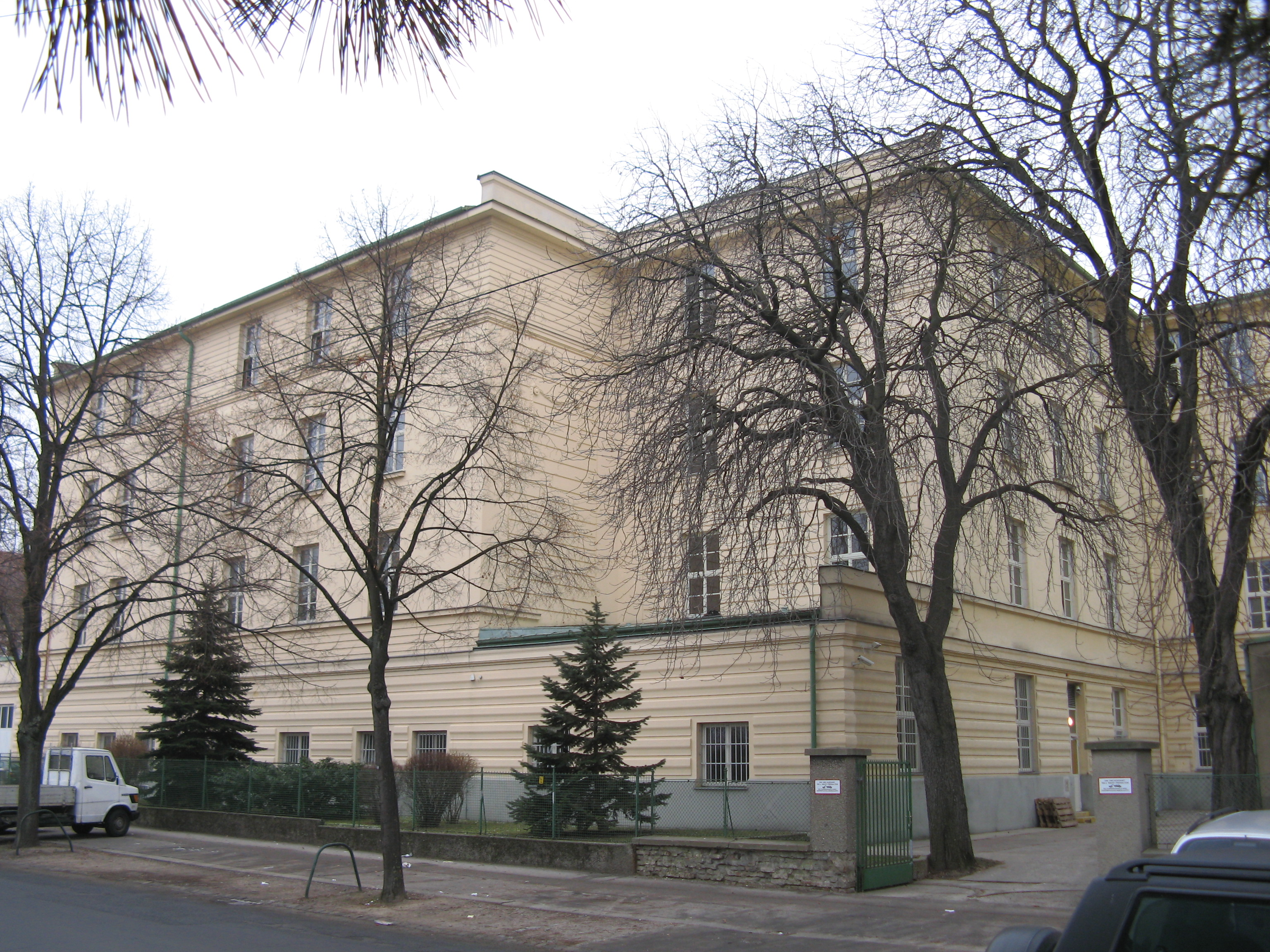
Ehemaliges Obdachlosenheim (1908), Kastanienallee 2, von Karl Krepp, Friedrich Mahler und Albrecht Michler

Karl Krepp (* 3. Oktober 1877 in Wien; † 15. Januar 1934 ebenda) war ein österreichischer Baumeister und Architekt.

## Leben
Karl Krepp besuchte die Staatsgewerbeschule in der Schellinggasse in Wien, wo er 1896 die Reifeprüfung in der Bautechnischen Abteilung ablegte. 1906 erlangte er die Baumeisterkonzession und wirkte ungefähr ab 1910 als Architekt und Baumeister gemeinsam mit Friedrich Mahler und Albrecht Michler in einer Bürogemeinschaft. Nach dem Ersten Weltkrieg sind keine Bauten mehr von Krepp dokumentiert. Er starb mit 57 Jahren und wurde auf dem Wiener Zentralfriedhof bestattet.

## Bedeutung
Es ist nur ein Gebäude bekannt, dass Krepp alleine entworfen hat. Dieses zeigt eine für die damalige Zeit typische Mischform aus historistischen und secessionistischen Formen, allerdings mit einer stark kontrastierenden Farbigkeit. Die übrigen Bauwerke entstammen der Bürogemeinschaft, wobei der spezielle Anteil Krepps dabei nach derzeitigem Forschungsstand nicht zu eruieren ist. Es handelte sich um öffentliche Gebäude, meist für die Wohlfahrt.

## Werke
- Ausführung des Wiener Frauenheims, Frauenheimgasse 2, Wien 12 (1906),[Anm. 1] zusammen mit Friedrich Mahler und Albrecht Michler
- Wohnhaus, Stumpergasse 48, Wien 6 (1908)
- Obdachlosenheim, Kastanienallee 2, Wien 12 (1908), zusammen mit Friedrich Mahler und Albrecht Michler
- Ausführung der Zentralberufsschule, Mollardgasse 87, Wien 6 (1911), zusammen mit Friedrich Mahler und Albrecht Michler
- Getreidespeicher (heute Hotel), Handelskai 269, Wien 2 (1911–1913), zusammen mit Friedrich Mahler und Albrecht Michler